# Football Club Haka Valkeakoski
Pour les articles homonymes, voir Haka (homonymie).
Maillots
Actualités
Le Football Club Haka Valkeakoski, couramment abrégé FC Haka Valkeakoski, est un club de football finlandais, situé à Valkeakoski.

## Historique
- 1934 : fondation du club sous le nom de Haka Valkeakoski
- 1961 : 1re participation à une Coupe d'Europe (C1, saison 1961/62)
- 1991 : le club est renommé FC Haka Valkeakoski

## Bilan sportif

### Palmarès
- Championnat de Finlande (9)
  - Champion : 1960, 1962, 1965, 1977, 1995, 1998, 1999, 2000, 2004
  - Vice-champion : 1955, 1957, 1963, 1976, 1980, 2003, 2007

- Championnat de Finlande de deuxième division (2)
  - Champion : 1949, 1997, 2019

- Coupe de Finlande (12)
  - Vainqueur : 1955, 1959, 1960, 1963, 1969, 1977, 1982, 1985, 1988, 1997, 2002, 2005
  - Finaliste : 1980, 1983, 1989

- Coupe de la Ligue finlandaise (1)
  - Vainqueur : 1995

### Bilan européen

#### Bilan
| Compétition              | P  | M  | V  | N  | D  | BP | BC  | Diff. |
| ------------------------ | -- | -- | -- | -- | -- | -- | --- | ----- |
| Ligue des champions (C1) | 8  | 26 | 6  | 4  | 16 | 30 | 56  | -26   |
| Coupe des coupes (C2)    | 6  | 20 | 6  | 3  | 11 | 11 | 38  | -27   |
| Ligue Europa (C3)        | 9  | 26 | 7  | 5  | 14 | 32 | 52  | -20   |
| Ligue Conférence (C4)    | 1  | 2  | 0  | 1  | 1  | 2  | 3   | -1    |
| Coupe Intertoto          | 1  | 4  | 1  | 0  | 3  | 4  | 3   | +1    |
| Total                    | 25 | 78 | 20 | 13 | 45 | 79 | 152 | -73   |

#### Résultats
Légende
- Victoire ou qualification pour le tour suivant
- Match nul
- Défaite ou élimination de la compétition

Note : dans les résultats ci-dessous, le score du club est toujours donné en premier
| Saison    | Compétition               | Tour                | Club               | Domicile | Extérieur | Total  |
| --------- | ------------------------- | ------------------- | ------------------ | -------- | --------- | ------ |
| 1961-1962 | Coupe des clubs champions | Huitièmes de finale | Standard de Liège  | 1 - 2    | 0 - 5     | 1 - 7  |
| 1963-1964 | Coupe des clubs champions | Seizièmes de finale | AS Jeunesse d'Esch | 4 - 1    | 0 - 4     | 4 - 5  |
| 1964-1965 | Coupe des coupes          | Seizièmes de finale | Skeid Oslo         | 2 - 0    | 0 - 1     | 2 - 1  |
| 1964-1965 | Coupe des coupes          | Seizièmes de finale | Torino FC          | 0 - 1    | 0 - 5     | 0 - 6  |
| 1966-1967 | Coupe des clubs champions | Seizièmes de finale | RSC Anderlecht     | 1 - 10   | 0 - 2     | 1 - 12 |
| 1970-1971 | Coupe des coupes          | Seizièmes de finale | CSKA Sofia         | 1 - 2    | 0 - 9     | 1 - 11 |
| 1977-1978 | Coupe UEFA                | Premier tour        | Górnik Zabrze      | 0 - 0    | 3 - 5     | 3 - 5  |
| 1978-1979 | Coupe des clubs champions | Seizièmes de finale | Dynamo Kiev        | 1 - 10   | 0 - 2     | 1 - 12 |
| 1981-1982 | Coupe UEFA                | Premier tour        | IFK Göteborg       | 2 - 3    | 0 - 4     | 2 - 7  |
| 1983-1984 | Coupe des coupes          | Seizièmes de finale | Sligo Rovers       | 3 - 0    | 1 - 0     | 4 - 0  |
| 1983-1984 | Coupe des coupes          | Huitièmes de finale | Hammarby IF        | 2 - 1 ap | 1 - 1     | 3 - 2  |
| 1983-1984 | Coupe des coupes          | Quarts de finale    | Juventus FC        | 0 - 1    | 0 - 1     | 0 - 2  |
| 1986-1987 | Coupe des coupes          | Seizièmes de finale | Torpedo Moscou     | 2 - 2    | 1 - 3     | 3 - 5  |
| 1989-1990 | Coupe des coupes          | Seizièmes de finale | Ferencváros TC     | 1 - 5    | 1 - 1     | 2 - 6  |
| 1996-1997 | Coupe UEFA                | Premier tour Q      | Flora Tallinn      | 2 - 2    | 1 - 0     | 3 - 2  |
| 1996-1997 | Coupe UEFA                | Deuxième tour Q     | Legia Varsovie     | 1 - 1    | 0 - 3     | 1 - 4  |
| 1998-1999 | Coupe des coupes          | Tour préliminaire   | Bangor City        | 1 - 0    | 2 - 0     | 3 - 0  |
| 1998-1999 | Coupe des coupes          | Seizièmes de finale | Panionios GSS      | 1 - 3    | 0 - 2     | 1 - 5  |
| 1999-2000 | Ligue des champions       | Premier tour Q      | HB Tórshavn        | 6 - 0    | 1 - 1     | 7 - 1  |
| 1999-2000 | Ligue des champions       | Deuxième tour Q     | Rangers FC         | 1 - 4    | 0 - 3     | 1 - 7  |
| 2000-2001 | Ligue des champions       | Premier tour Q      | Linfield FC        | 1 - 0    | 1 - 2     | 2E - 2 |
| 2000-2001 | Ligue des champions       | Deuxième tour Q     | Inter Bratislava   | 0 - 0    | 0 - 1 ap  | 0 - 1  |
| 2001-2002 | Ligue des champions       | Premier tour Q      | Valletta FC        | 5 - 0    | 0 - 0     | 5 - 0  |
| 2001-2002 | Ligue des champions       | Deuxième tour Q     | Maccabi Haïfa      | 0 - 1    | 3 - 0     | 3 - 1  |
| 2001-2002 | Ligue des champions       | Troisième tour Q    | Liverpool FC       | 0 - 5    | 1 - 4     | 1 - 9  |
| 2001-2002 | Coupe UEFA                | Premier tour        | Union Berlin       | 1 - 1    | 0 - 3     | 1 - 4  |
| 2002      | Coupe Intertoto           | Premier tour        | Obilić Belgrade    | 1 - 1    | 2 - 1     | 3 - 2  |
| 2002      | Coupe Intertoto           | Deuxième tour       | Fulham FC          | 1 - 1    | 0 - 0     | 1 - 1E |
| 2003-2004 | Coupe UEFA                | Tour préliminaire   | Hajduk Split       | 2 - 1    | 0 - 1     | 2 - 2E |
| 2004-2005 | Coupe UEFA                | Premier tour Q      | Etzella Ettelbruck | 2 - 1    | 3 - 1     | 5 - 2  |
| 2004-2005 | Coupe UEFA                | Deuxième tour Q     | Stabæk             | 1 - 3    | 1 - 3     | 2 - 6  |
| 2005-2006 | Ligue des champions       | Premier tour Q      | Pyunik Erevan      | 1 - 0    | 2 - 2     | 3 - 2  |
| 2005-2006 | Ligue des champions       | Deuxième tour Q     | Vålerenga          | 1 - 4    | 0 - 1     | 1 - 5  |
| 2006-2007 | Coupe UEFA                | Premier tour Q      | Levadia Tallinn    | 1 - 0    | 0 - 2     | 1 - 2  |
| 2007-2008 | Coupe UEFA                | Premier tour Q      | Rhyl FC            | 2 - 0    | 1 - 3     | 3E - 3 |
| 2007-2008 | Coupe UEFA                | Deuxième tour Q     | FC Midtjylland     | 1 - 2    | 2 - 5     | 3 - 7  |
| 2008-2009 | Coupe UEFA                | Premier tour Q      | Cork City          | 4 - 0    | 2 - 2     | 6 - 2  |
| 2008-2009 | Coupe UEFA                | Deuxième tour Q     | Brøndby IF         | 0 - 4    | 0 - 2     | 0 - 6  |
| 2023-2024 | Ligue Europa Conférence   | Premier tour Q      | Crusaders FC       | 2 - 2    | 0 - 1     | 2 - 3  |

1. ↑  La rencontre s'achève initialement sur un succès 4-0 du Maccabi. Ce dernier club est cependant disqualifié par la suite pour avoir aligné un joueur inéligible.